# Opistognathus signatus
Opistognathus signatus is een straalvinnige vissensoort uit de familie van kaakvissen (Opistognathidae). De wetenschappelijke naam van de soort is voor het eerst geldig gepubliceerd in 1997 door Smith-Vaniz.